# Anthenea aspera
Espèce
Anthenea aspera est une espèce d'étoiles de mer de la famille des Oreasteridae.

## Description
C'est une assez grande étoile de mer plate qui atteint entre 10 et 20 cm de diamètre. Corps rigide, la face supérieure est généralement légèrement convexe. Les bras sont courts avec des extrémités arrondies. On distingue de grandes plaques marginales nettes sur toute la marge, couvertes de gros granules. La face supérieure est couverte de tubercules épars, ainsi que de minuscules pédicellaires (structures en forme de pinces). La face inférieure est plate, généralement avec un motif de barres formant des chevrons autour des bras, avec de grands pédicellaires bivalves. Les podia sont courts et munis de disques adhésifs. Cette étoile peut adopter une grande variété de motifs et de couleurs, allant du noir au brun, en passant par le rouge, l'orange, le jaune et même le vert, parfois unie et parfois très chamarrée. A Singapour, les petits spécimens sont souvent orange vif, ce qui les rend d'autant plus facile à distinguer des autres espèces de ce groupe. 

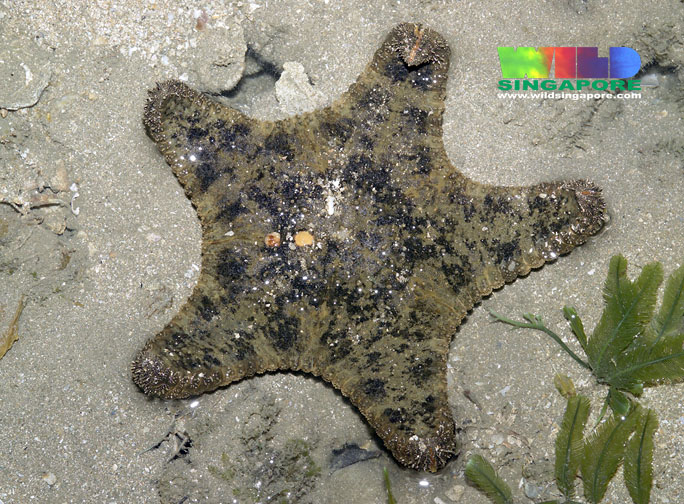
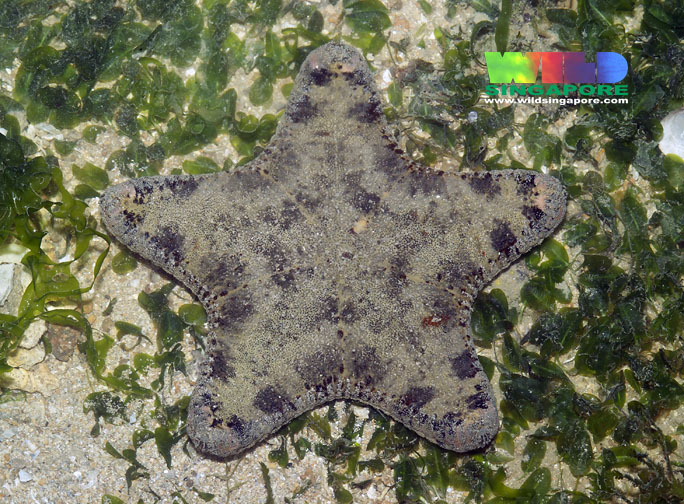
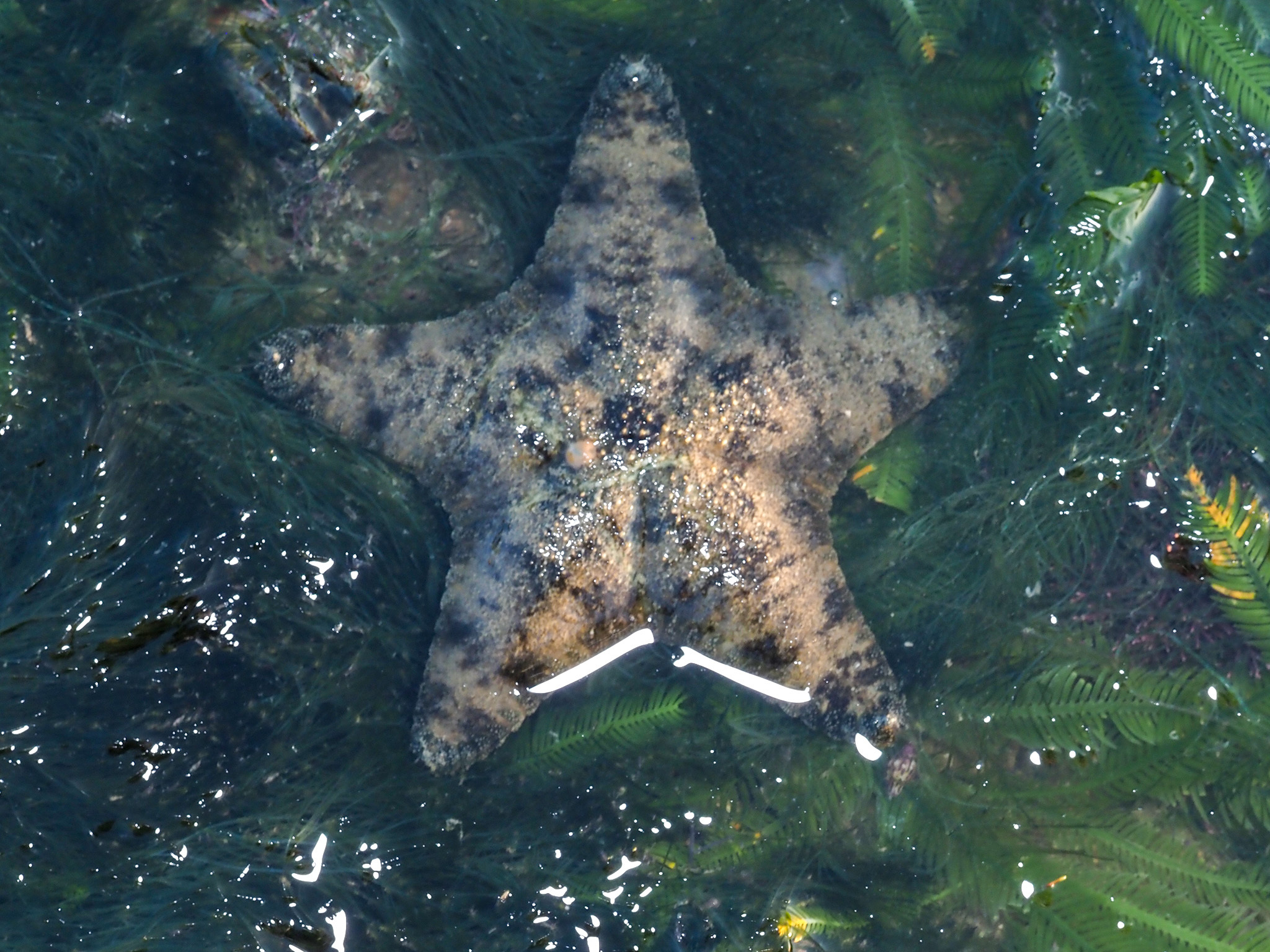
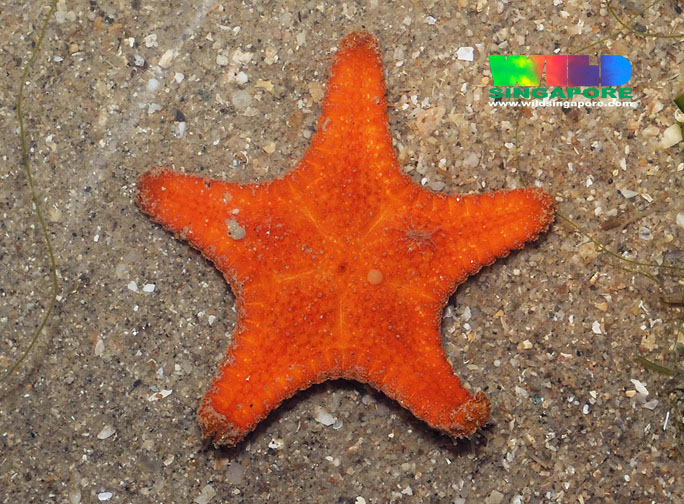

Elle peut être confondue avec ses congénères Goniodiscaster scaber (tubercules en groupes, pas de pédicellaires, aspect général plus doux) et Gymnanthenea laevis (plus gros tubercules, moins de pédicellaires, marge festonnée, aspect général piquant). Le dessin en chevrons sur la face inférieure est le mode de distinction le plus simple.

## Habitat et répartition
C'est une étoile relativement rare et à la répartition limitée, observée essentiellement dans le nord de l'Australie, le sud du Japon, la Chine, l'Indonésie et Singapour. 
Les juvéniles sont généralement observées dans les herbiers, tandis que les plus grandes sont généralement observées sur le sable vaseux, les débris de coraux, parfois coincées sous de gros rochers. C'est une espèce surtout nocturne. 

## Systématique
Le nom valide complet (avec auteur) de ce taxon est Anthenea aspera Döderlein, 1915,.

## Publication originale
- (de) L. Döderlein, « Die Arten der Asteroiden-Gattung Anthenea Gray », Jahrbuch des Nassauischen Vereins für Naturkunde, Wiesbaden, vol. 68,‎ 1915, p. 21-55 (ISSN 0368-1254, lire en ligne, consulté le 18 janvier 2025).